# Lilla Blankgölen
Lilla Blankgölen är en sjö i Norrköpings kommun i Östergötland och ingår i Motala ströms huvudavrinningsområde. Lilla Blankgölen ligger i Orrkojgölarnas domänreservat Natura 2000-område.